# Elyra
Elyra là một chi bướm đêm thuộc họ Erebidae.